# Ларибуазьер, Оноре Шарль Бастон де
Оноре Шарль Бастон де Ларибуазьер (21 сентября 1788, Фужер — 23 марта 1868, Париж) — французский аристократ, офицер и политик, член Верхней палаты французского парламента в 1835—1848 и 1852—1868.

## Биография
Родился в дворянской семье. Сын офицера королевской армии Жана Амбруаза Бастона де Ларибуазьера (1759—1812), который впоследствии, при Наполеоне I, станет дивизионного генералом, графом империи и Первым генеральным инспектором Артиллерии. Мать — Мари-Жанна Le Beschu de La Raslaye (1760—1844). Младший брат — Фердинанд Бастон де Ларибуазьер (1790—1812), в чине офицера карабинеров погиб при Бородино. Вскоре затем умер и их отец, тяжело переживавший гибель сына, и измученный тяготами Русского похода, в котором он возглавлял артиллерию армии.
К этому времени Оноре де Ларибуазьер также был офицером. Окончив Политехническую школу, он участвовал в 1809 году в сражении при Ваграме, а в Русском походе находился при своем отце, как офицер для поручений.
После окончания похода, Оноре был пожалован в камергеры императора. Ярый бонапартист, он был верен Наполеону и во время Ста дней, находясь при нём в качестве адъютанта (в чине капитана).
Настроенный негативно по отношению к Бурбонам, Оноре де Ларибуазьер в 1828 году был избран в нижнюю палату французского парламента от департамента Иль и Вилен. Подписался под Адресом Двухсот Двадцати Одного — фактически, вотумом недоверия депутатов к королю-реакционеру Карлу X. Поддержал Июльскую революцию, в 1834 году стал полковником одного из полков Национальной гвардии Парижа, а в 1835 году стал членом Верхней палаты — пожизненным пэром.
В 1844 году граф заказал знаменитому ювелиру Шарлю Николя Одио серебряный сервиз, который был выполнен с большим искусством и был представлен на Всемирной выставке в Лондоне в 1851 году.
Поддерживал политику правительства. Революцию 1848 года встретил весьма сдержано, снова был избран в палату Представителей от Иль и Вилен, занимал монархическую позицию.
Поддержал переворот Наполеона Третьего и провозглашение Второй Империи. C 1852 года — член Сената, который заменил Палату Пэров. До самой смерти оставался сенатором, поддерживал государственную политику.
Был женат на Марии Элизе Руа (1794—1851), дочери богатого банкира и трехкратного министра финансов Антуана Руа. Выполняя завещание жены, выстроил на её деньги в Париже госпиталь Ларибуазьер. Сын от второго брака — политик Фердинанд Мари Огюст Бастон де Ларибуазьер (1856—1931).